# Bythopsyrna intermedia
Bythopsyrna intermedia är en insektsart som beskrevs av Schmidt 1913. Bythopsyrna intermedia ingår i släktet Bythopsyrna och familjen Flatidae. Inga underarter finns listade i Catalogue of Life.